# Sorger Gergely
Sorger Gergely (Alsómecenzéf, 1665 körül – Károlyfehérvár, 1739. szeptember 16.) erdélyi római katolikus megyés püspök.

## Élete

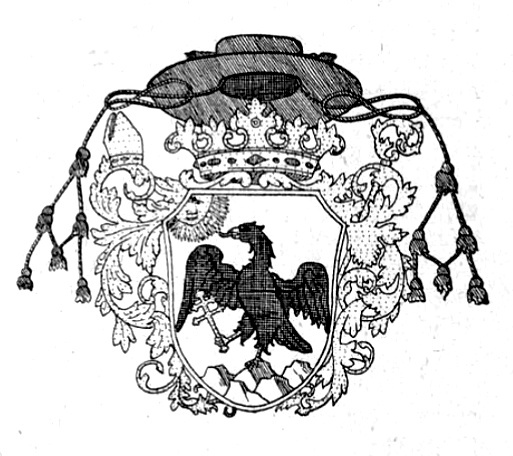
Sorger püspöki címere

Sorger (Zorger) Gergely (György) Alsómecenzéfen, Abaúj vármegyében, 1665 körül született. Az egri egyházmegye papnövendékeként a teológiát 1690-ben Bécsben, a Pázmáneumban végezte el. 1704-től Jászdózsa első plébánosa, 1709-től Jákóhalma, 1710-től Jászfényszaru, majd Gyöngyös plébánosa.
1711-től egri kanonok, 1712-től székesegyházi főesperes. 1727-től gróf Erdődy Gábor egri püspök segédpüspöke. Püspökké  III. Károly szentelte Pozsonyban, 1729. II. 25-től Erdély püspöke és főkormányszéki tanácsos, beiktatása 1730. II. 26-án történt Gyulafehérvárott.
Szülőfaluja főterén templomot építtetett, melyben a 20. században készült fém domborműve is látható. Püspöki címere a gyulafehérvári székesegyház homlokzatán is látható. Sírja ugyanott, az altemplomban található.